# Goormolen
De Goormolen is een windmolenrestant in de Belgische stad Turnhout, gelegen aan de Steenweg op Oosthoven 239.
Deze ronde stenen molen van het type stellingmolen fungeerde als korenmolen.
De molen is vernoemd naar de Meirgoren, een moeras.
Hoewel mogelijk ouder, werd de Goormolen al vermeld in 1403. Het was een standerdmolen. Omstreeks 1462 werd een nieuwe molen gebouwd. De molen was vergezeld van een rosmolen.
In 1777 brandde de molen af. In 1786 werd in plaats daarvan een stenen stellingmolen gebouwd.
In 1953 werden de wieken verwijderd en ook de houten galerij verdween. In 1983 werden bovendien de resten van de kap weggehaald. In 2003 werd een noodkap geplaatst. Er zijn plannen voor restauratie.